# Клодіон
Клодіон ( справжнє ім'я Клод Мішель фр. Claude Michel 20 грудня, 1738, Нансі, Лотарингія — 29 березня, 1814, Париж) — лотаринзький і французький скульптор, що працював в стилі рококо.

## Життєпис
Народився в столиці Лотарингії, місті Нансі. Походив з родини скульптора Т Мішеля, що працював у Пруссії. Можливо, ранні роки Клодіона пройшли у місті Лілль.
Перші художні навички отримав від батька. 1755 року відбув у Париж, де влаштувався в майстерню скульптора Ламберта Сігісберта Адама, котрий був родичем з боку матері. По смерті дядька почав працювати в майстерні скульптора Пігаля.
Розпочав боротьбу за Римську премію. 1759 року отримав приз за скульптуру у Королівькій академії, а 1761 року першу срібну медаль за скульптурні моделі і штудії.

## Дев'ять років у Римі
Перебування і стажування у Римі розтяглося майже на дев'ять років. Клодіон старанно вивчав зразки античного мистецтва, але працював у грайливій стилістиці рококо і академізму, практично позбавлених героїчних характерів. Його улюблені персонажі — Вакх і вакханки, сатири, річкові божества, відомі ще з доби бароко, алегорії і сюжети, розповсюджені в академізмі.  Папський Рим, відомий центр пишного бароко, поволі відступав від стилістики бароко, котре відходило під тиском рококо і повернення до нової хвилі класицизму.
Грайливе рококо і ніжні, міфічні персонажі Клодіона мали попит як серед аристократів Італії, так і серед багатих візитерів до Рима. Про скульптора дізнались навіть у далекому Петербурзі і він отримав запрошення на працю від імператриці Катерини II. Але скульптор обрав повернення до Парижа.

## Повернення до Парижа
Відкрив в Парижі майстерню. Мав хист до створення цікавих моделей у терракоті, незважаючи на перебільшення у використанні деталей. Він опинився серед тих декораторів, що не здані вчасно зупинитися і ліплять зайву декоративну деталь. Тим не менше в теракоті робив цікаві моделі, котрі інші неодноразово переводили у мармур, бронзу, бісквіт (різновид нефарбованої порцеляни). Твори скульптора часто виставляли у Паризьких Салонах. Його скульптури мали попит серед шанувальників стиля рококо, хоча він працював переважно з ідеальними та академічними сюжетами (алегорії річок, німфи, сатири, амур і Психея).

## Перебування в Нансі в роки революції 1789-1793 рр.
Події революції 1789-1793 рр. налякали скульптора і він вчасно покинув розбурханий Париж і оселився в місті Нансі, де працював скульптором-декоратором до 1798 року.
Пошлюбився з донькою скульптора Огюстена Пажу Катериною. Шлюб розпався пізніше, коли були дозволені розлучення в роки революції.
В останні роки життя працював у Парижі, де намагався перейти на стилістику пізнього класицизму.

## Смерть
Помер в Парижі у 1814 році.

## Вибрані твори
- «Смерть цариці Клеопатри»
- «Родина Сатира», рельєф
- «Жінка-сатир з дітьми», Художній музей Волтерс
- «Річковий бог», терракота
- «Річкова німфа», терракота
- «Дві танцівниці», кабінетна бронза, Національний музей (Варшава)
- «Вакх і два сатири», рельєф, Національний музей (Варшава)
- «Німфи полюють на амурчиків», кабінетна бронза, Львівська національна галерея мистецтв імені Бориса Возницького
- «Алегорія Музики і Поезії», мармур, Національна галерея, Вашингтон, США
- «Монтескьє», французький письменник
- «Відпочинок Геркулеса»
- «Алегорія річки Скамандр»

## Галерея обраних творів

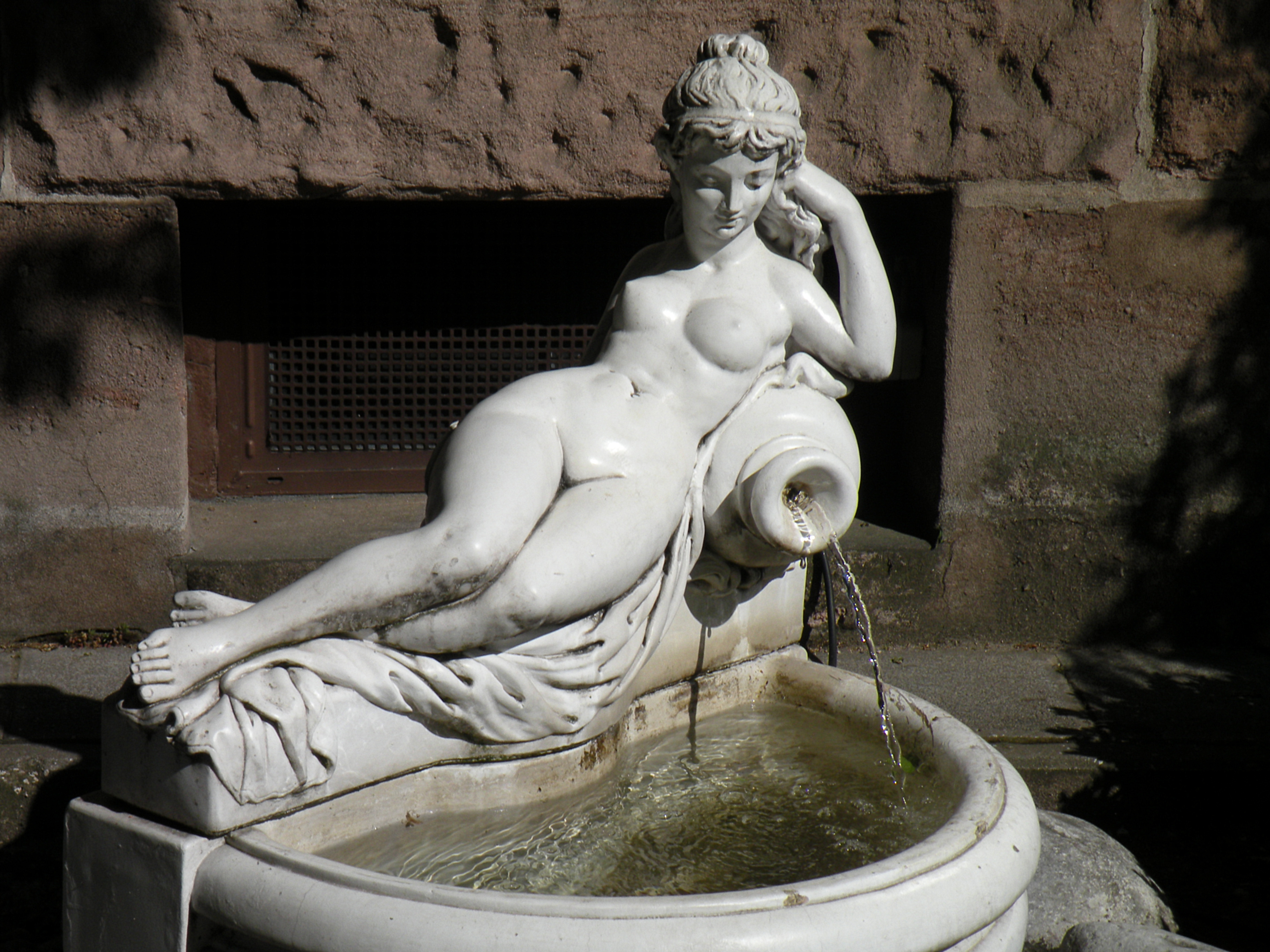
«Річкова німфа», Нюрнберг, питний фонтанчик

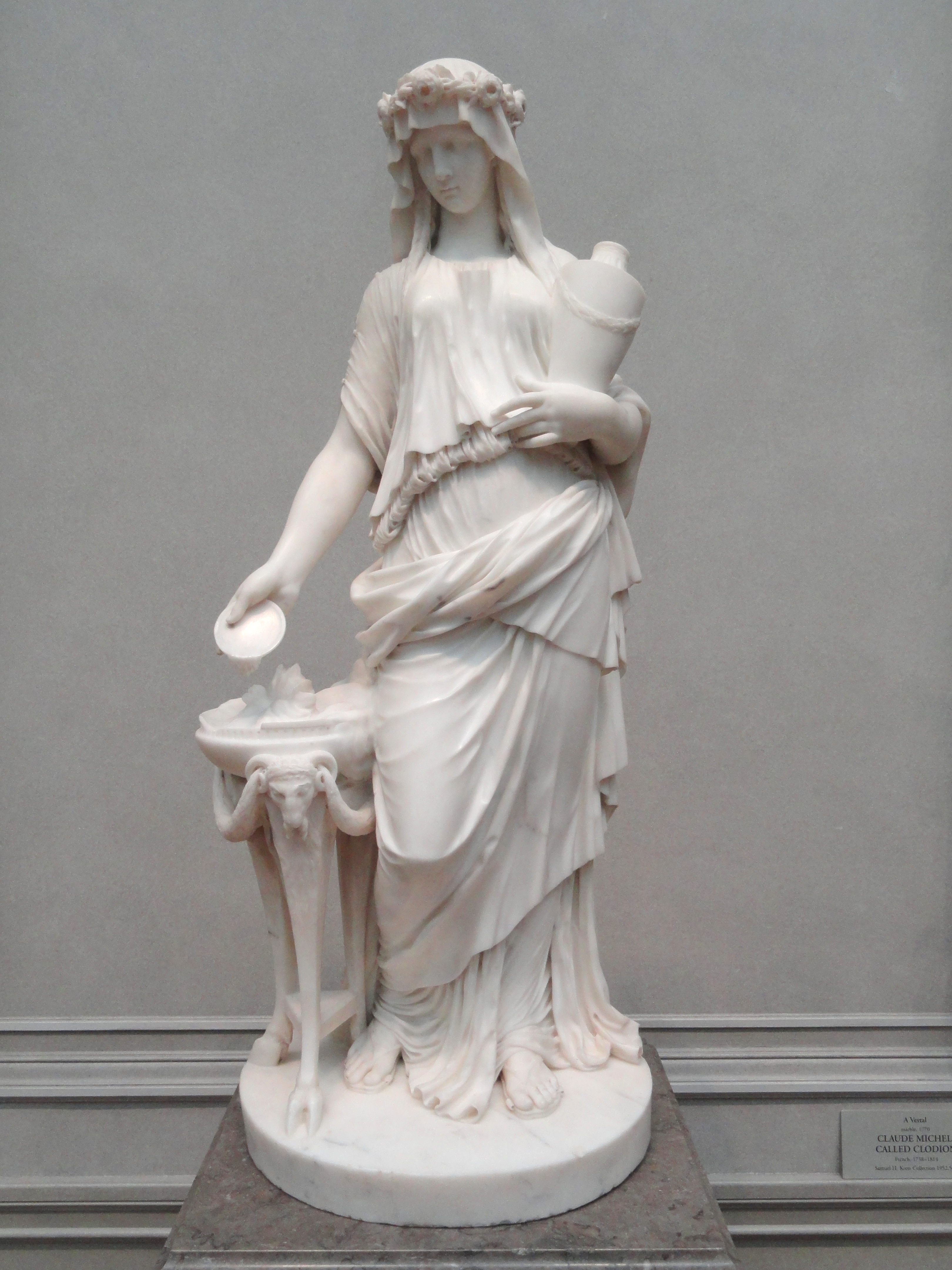
«Весталка», мармур, 1770 р., Національна галерея мистецтва, Вашингтон
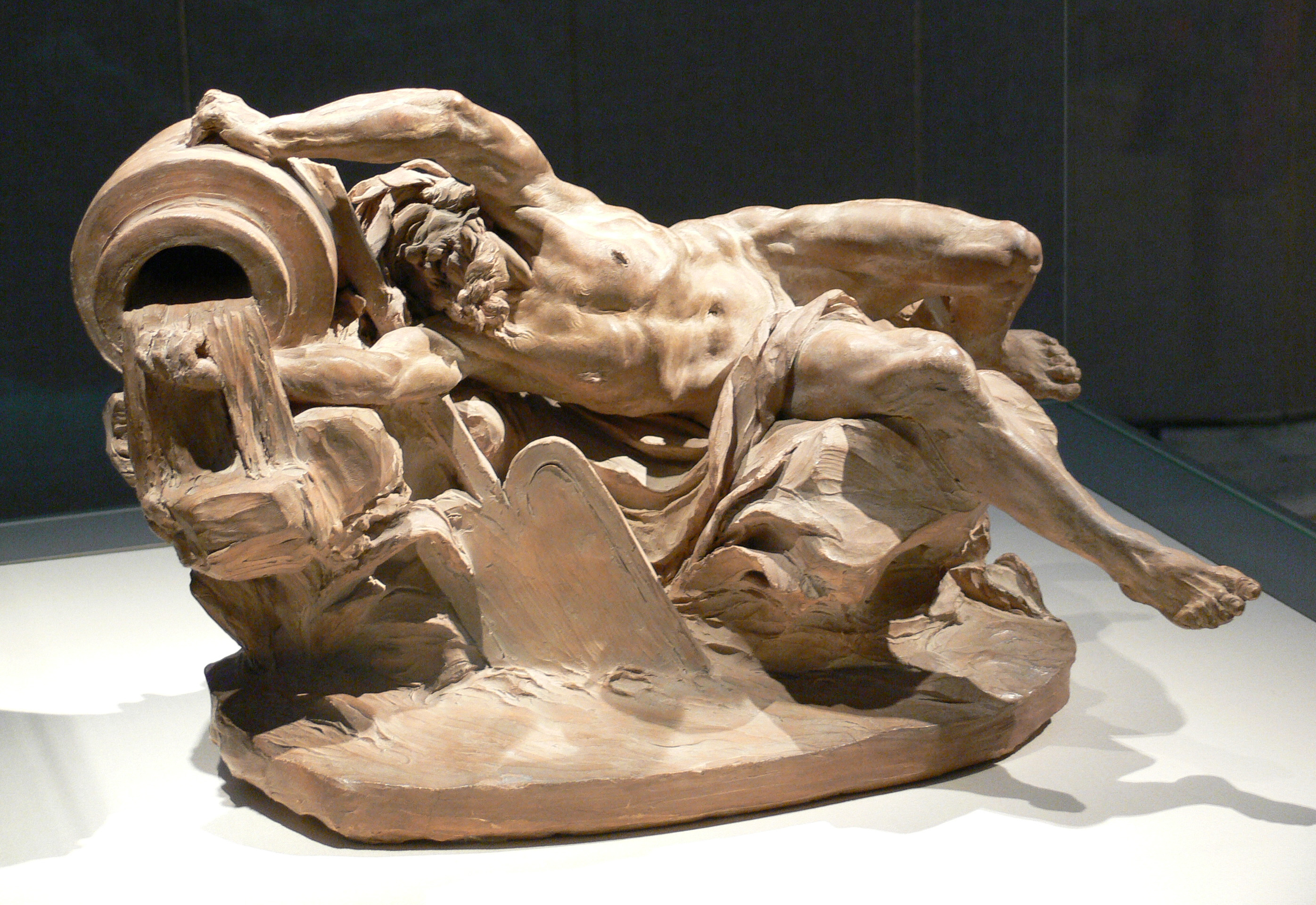
«Алегорія річки Рейн», терракота, 1765 р, Кімбел арт музей, Техас, Форт Ворт
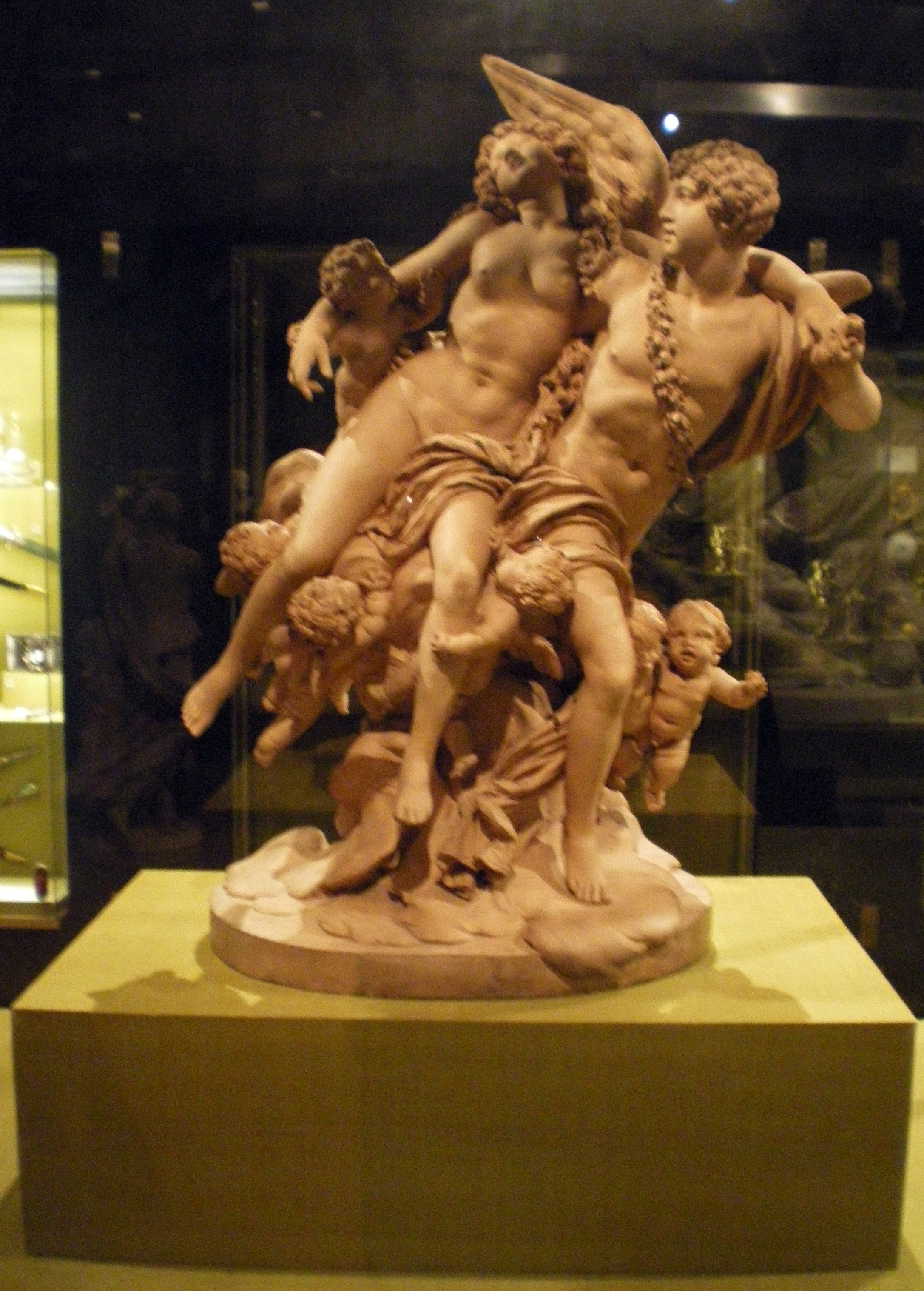
«Амур і Психея», терракота
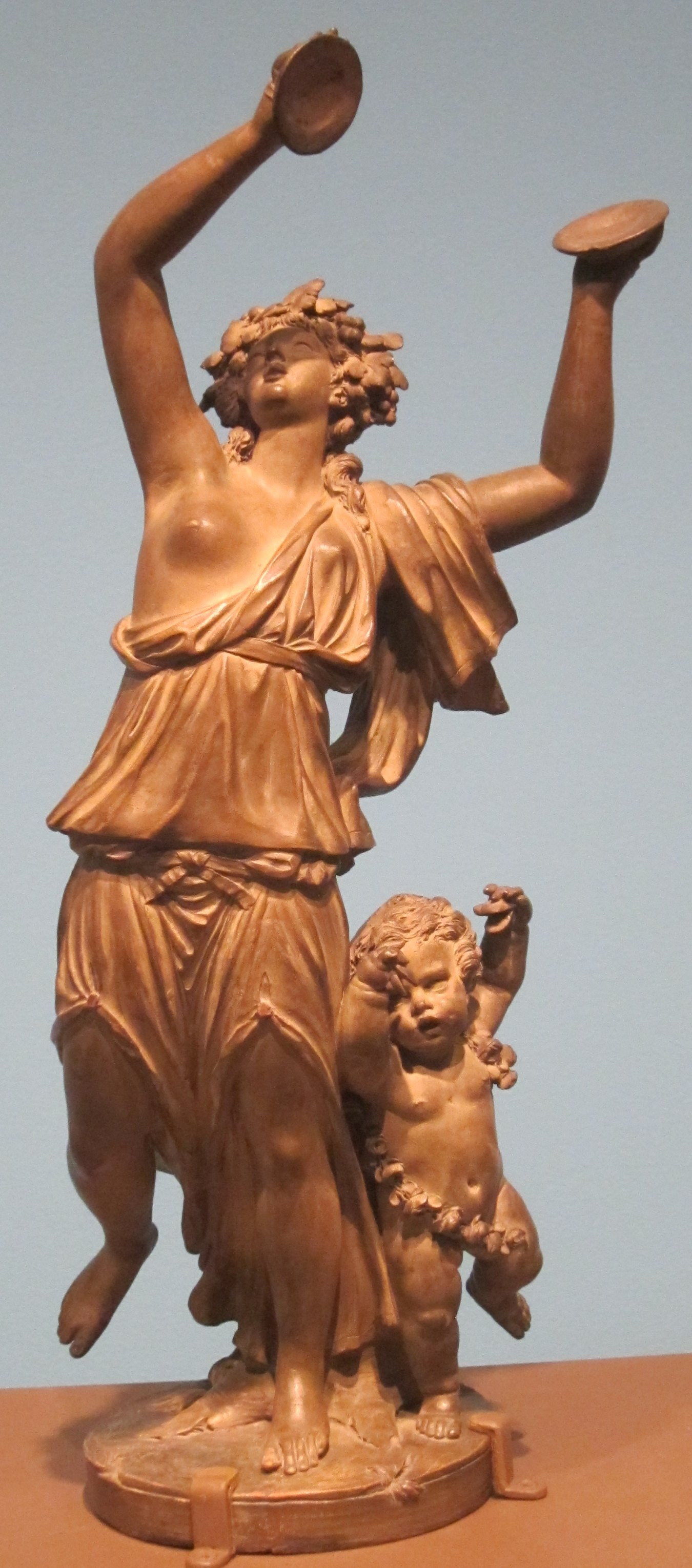
«Вакханка під час танцю»,терракота, 1785 р., Художній музей Гонолулу, США